# Phân tích tỷ số tài chính
Phân tích tài chính (Financial analysis) hay Phân tích tỷ số tài chính là việc sử dụng những kỹ thuật khác nhau để phân tích các báo cáo tài chính của doanh nghiệp để nắm bắt được tình hình tài chính thực tế của doanh nghiệp, qua đó đề ra kế hoạch sản xuất kinh doanh có hiệu quả nhất.

## Phân loại
Các tỷ số tài chính thường được chia làm bốn loại:
- Các tỷ số về khả năng thanh toán[cần dẫn nguồn]: Phản ánh khả năng trả nợ ngắn hạn của doanh nghiệp.
- Các tỷ số về cơ cấu tài chính: Phản ánh mức độ mà doanh nghiệp dùng nợ vay để sinh lời hay phản ánh mức độ tự chủ tài chính của doanh nghiệp.
- Các tỷ số về hoạt động: Phản ánh tình hình sử dụng tài sản, hay phản ánh công tác tổ chức điều hành và hoạt động của doanh nghiệp.
- Các tỷ số về doanh lợi: Phản ánh hiệu quả sử dụng các tài nguyên của doanh nghiệp, hay phản ánh hiệu năng

quản trị của doanh nghiệp.

## Phương pháp
Phương pháp phân tích được sử dụng chủ yếu là phương pháp so sánh.
- So sánh kì này với kì trước để thấy rõ xu hướng thay đổi về tài chính, để thấy được tình hình tài chính được cải thiện hoặc xấu đi như thế nào để có biện pháp kịp thời.
- So sánh kì này, với mức trung bình của ngành nghĩa là so sánh với những doanh nghiệp cùng loại để thấy tình hình tài chính của doanh nghiệp đang ở hiện trạng tốt hơn hay xấu hơn, được hay chưa được.

## Điều kiện
- Cần tìm hiểu đối tượng phục vụ cho việc phân tích các tỷ số tài chính:
  - Đối tượng bên ngoài: chủ nợ ngắn hạn chú trọng các tỷ số thanh khoản, chủ nợ dài hạn chú trọng các tỷ số cơ cấu tài chính, nhà đầu tư chú trọng khả năng sinh lời vàcác tỷ số về doanh lợi, cơ quan chính quyền chú trọng kiểm soát, năn ngừa rủi ro.
  - Đối tượng bên trong: tổ chức quản trị, bộ phận kế hoạch, bộ phận kiểm soát…nhằm hoàn trả nợ đến hạn và đem lại lợi nhuận tối đa cho doanh nghiệp.
- Yêu cầu đối với bảng báo cáo tài chính được sử dụng khi phân tích tỷ số tài chính: Trung thực, đúng biểu mẫu, chính xác và thống nhất số liệu, đúng hạn định.
- So sánh chỉ tiêu trung bình ngành: là những tiêu chuẩn được đánh giá là tốt cho những doanh nghiệp cùng loại.

Trong điều kiện hiện nay, các tỷ số trung bình ngành chưa được thống kê, thì khi phân tích các nhà phân tích tài chính có thể đưa ra những tỷ số tài chính mẫu mà được đánh giá tốt hoặc doanh nghiệp hoạt động kinh doanh hiệu quả với tình hình tài chính lành mạnh, từ đó chọn tỷ số tài chính làm thước đo, tiêu chuẩn tiến hành so sánh.

## Ưu nhược
- Ưu điểm:
  - Đánh giá hiệu quả và hiệu năng hoạt động kinh doanh của công ty.
  - Các tỷ số về cơ cấu tài chính: phản ánh mức độ mà doanh nghiệp dùng nợ vay để sinh lời hay phản ánh mức độ tự chủ tài chính của doanh nghiệp.
  - Đánh giá hiệu năng sử dụng các tài nguyên của công ty.
  - Hướng dẫn dự  báo và lập kế hoạch hoạt động sản xuất kinh doanh; ra quyết định đầu tư tài trợ vốn; đối phó với thị trường tài chính xác định rủi ro và lợi nhuận.
- Nhược điểm
  - Không nhận ra những báo cáo tài chính không chính xác.
  - Yếu tố thời gian chưa được đề cập.
  - Khó kết luận tình hình tài chính tốt hay xấu.
  - Không thể hoạch định khả thi đối với những doanh nghiệp hoạt động đa lĩnh vực.

## Biện pháp
Nên tiến hành nhiều phương pháp phân tích so sánh khác nhau trong cùng 1 lúc:
- Phân tích tỷ số tài chính theo thời gian.
- Phân tích tỷ số so sánh với đối thủ cạnh tranh.
- Phân tích mức độ biến động trong các bảng báo cáo tài chính.